# Pittsburgh Ironmen
Pittsburgh Ironmen – amerykański klub koszykarski z siedzibą w Pittsburghu (Pensylwania), działający w latach 1946–1947

## Historia
Zespół występował w lidze Basketball Association Of America (BAA) tylko przez jeden sezon 1946–1947, uzyskując niekorzystny bilans 15–45. Zajął wtedy piąte miejsce w Dywizji Zachodniej ligi.

## Skład 1946/47
- John Abramovic, Moe Becker, Michael Bytzura, Joe Fabel, Nat Frankel, Gorham Getchell, Coulby Gunther, Noble Jorgensen, Roger Jorgensen, Tony Kappen, Press Maravich, Ed Melvin, Red Mihalik, Walt Miller, John Mills, Stan Noszka, Harry Zeller